# Metalectra analis
Metalectra analis là một loài bướm đêm trong họ Erebidae.